# Hasemania melanura
Hasemania melanura (Ellis, 1911) è un pesce osseo d'acqua dolce appartenente alla famiglia Characidae.

## Distribuzione e habitat
Sudamerica, nel bacino del fiume Iguazú.

## Descrizione
Misura fino a 4,4 cm.

## Acquariofilia
Viene allevato in acquario.